# 국도 제223호선 (중국)
국도 제223호선은 하이난성 하이커우시에서 싼야시까지 이어주는 총 연장 323 km의 거리를 가진 중화인민공화국의 일반 국도이다. 그리고 이 도로는 성격상 하이난 순환 고속도로의 동쪽 지역으로 관통한다.

## 주요 경유지
| 주요 경로 및 거리 |           |
| \| 도시 \| 거리 (km) \| \| --------------------------- \| --------- \| \| 하이난성 하이커우시 \| 0 \| \| 하이난성 충산구 \| 4 \| \| 하이난성 충하이시 \| 114 \| \| 하이난성 완닝시 \| 184 \| \| 하이난성 링수이 리족 자치현 \| 245 \| \| 하이난성 싼야시 \| 323 \| |           |
| 도시 | 거리 (km) |
| 하이난성 하이커우시 | 0         |
| 하이난성 충산구 | 4         |
| 하이난성 충하이시 | 114       |
| 하이난성 완닝시 | 184       |
| 하이난성 링수이 리족 자치현 | 245       |
| 하이난성 싼야시 | 323       |

## 같이 보기
- 중화인민공화국의 일반 국도